# Michael Cram
Michael Cram, nascido em 11 de julho de 1968, é um ator canadense e também cantor e compositor. Ele é mais conhecido por seu papel como o policial Kevin Wordsworth, apelidado de Wordy, na série hit de drama da TV canadense, Flashpoint.
Michael Cram cresceu em Ottawa e já foi membro das bandas RedChair, Amsterdam e Cold House. Antes de se tornar um ator, Cram estudou na escola de Hillcrest e em seguida, estudou economia na Universidade Carleton e depois teatro no The Center For Actor Study em Toronto. Ele também viveu e trabalhou em Toronto e também em Vancouver. Cram vive com sua esposa, uma brasileira que atua como arquiteta de informação, e seu cachorro da raça Thai Ridgebac em Toronto. Michael Cram tem um irmão mais novo, Bruce, que é um agente imobiliário e vive em Toronto com sua esposa e dois filhos.
No dia 6 de novembro de 2011, ele apresentou pela primeira vez seu show acústico solo composto por suas próprias canções no Free Times Cafe em Toronto, dividindo a noite com uma das estrelas de Flashpoint, Amy Jo Johnson. Ao lado de Amy, ele também atou em Bent, primeiro curta-metragem dela como roteirista e diretora. Também está como protagonista de The Space Between, outra produção de Amy Jo Johnson.
Em 2013 recebeu uma indicação como melhor ator coadjuvante no Canadian Screen Award pela sua atuação em Flashpoint.

## Filmografia

### Filmes
| Ano  | Titulo             | Papel        | Notas          |
| ---- | ------------------ | ------------ | -------------- |
| 2006 | Heartstopper       | Hitchens     |                |
| 2008 | Girl's Best Friend | Leo          |                |
| 2010 | Repo Men           | Father       |                |
| 1995 | Mong & Lóide       | Frat Boy     |                |
| 2007 | Empire of Dirt     | Doutor Baker |                |
| 2008 | The Devil's Mercy  | Matt Winters |                |
| 2009 | Defendor           | Blake        |                |
| 2013 | Be My Valentine    | Joey         |                |
| 2013 | Bent               | Mitch        | Curta-metragem |
| 2014 | Shooting Blanks    | Mitch        | Curta-metragem |
| 2015 | He Never Died      | Tim          |                |
| 2016 | The Space Between  | Mitch        |                |

### Televisão
| Ano  | Titulo            | Papel                      | Notas                                          |
| ---- | ----------------- | -------------------------- | ---------------------------------------------- |
| 1993 | Street Legal      | Bellman                    | Convidado - Episódio: Black and White in Color |
| 1996 | Arquivo X         | Oficial Corning            | Convidado - Episódio: - Unruhe                 |
| 1998 | Viper             | Bank Manager               | Convidado - Episódio: Breakout                 |
| 1999 | La Femme Nikita   | Fredricks                  | Convidado - Episódio: Beyond the Pale          |
| 2005 | Queer as Folk     | Dr. Pierson                | Convidado - Episódio: I Love You               |
| 2007 | Stargate Atlantis | Silas                      | Convidado - Episódio: Travelers                |
| 2008 | Flashpoint        | Kevin Wordsworth           | Elenco Regular                                 |
| 2011 | Lost Girl         | Woods                      | Convidado - Episódio: Original Skin            |
| 2011 | Nikita            | Cleary                     | Convidado - Episódio: Dark Matter              |
| 2013 | Rookie Blue       | Kevin Ford                 | 4 episódios                                    |
| 2013 | The Listener      | Brent Sanders              | Convidado - Episódio: The Illustrated Woman    |
| 2013 | Cracked           | George Powell              | Convidado - Episódio: Old Soldiers             |
| 2014 | Covert Affairs    | Harris Wilson/ The Postman | Convidado - Episódio: Silence Kit              |
| 2015 | Arrow             | Malcolm's Friend           | Convidado - Episódio: Uprising                 |